# Dendrophylliidae
Dendrophylliidae es una familia de corales marinos que pertenecen al orden Scleractinia, de la clase Anthozoa.  
Los géneros de la familia incluyen especies tanto de grandes pólipos  solitarios, como coloniales y hermatípicas. Las especies son mayoritariamente ahermatípicas. 
Los muros de los coralitos son porosos, normalmente compuestos de coenosteum, o materia común en especies coloniales. Los septa están fusionados en un patrón distintivo, al menos en los coralitos inmaduros.
La mayoría se distribuyen en las aguas tropicales y subtropicales del océano Indo-Pacífico, y con menos especies en el océano Atlántico y el mar Mediterráneo. Se encuentran especies del género Balanophyllia a una profundidad de 1.150 m.

## Géneros
El Registro Mundial de Especies Marinas acepta los siguientes géneros:
- Astroides. Quoy & Gaimard, 1827
- Balanophyllia. Wood, 1844
- Balanopsammia. Ocana & Brito, 2013
- Bathypsammia. Marenzeller, 1907
- Cladopsammia. Lacaze-Duthiers, 1897
- Dendrophyllia. de Blainville, 1830
- Dichopsammia. Song, 1994
- Duncanopsammia. Wells, 1936
- Eguchipsammia. Cairns, 1994
- Enallopsammia. Sismonda, 1871
- Endopachys. Milne Edwards & Haime, 1848
- Endopsammia. Milne Edwards & Haime, 1848
- Heteropsammia. Milne Edwards & Haime, 1848
- Leptopsammia. Milne Edwards & Haime, 1848
- Notophyllia. Dennant, 1899
- Pourtalopsammia. Cairns, 2001
- Rhizopsammia. Verrill, 1869
- Thecopsammia. Pourtalès, 1868
- Trochopsammia. Pourtalès, 1878
- Tubastraea. Lesson, 1829
- Turbinaria. Oken, 1815